# Hilaria rigida
Espèce
Hilaria rigida est une espèce de plantes monocotylédones de la famille des Poaceae, sous-famille des Chloridoideae, originaire d'Amérique du Nord.
Ce sont des plantes herbacées vivaces, rhizomateuses, aux tiges décombantes pouvant atteindre  100 cm de long, et aux inflorescences composées de racèmes.